# Монтис-Кларус (микрорегион)

Монтис-Кларус на карте.

Монтис-Кларус (порт. Microrregião de Montes Claros) — микрорегион в Бразилии, входит в штат Минас-Жерайс. Составная часть мезорегиона Север штата Минас-Жерайс. Население составляет 601 867	человек (на 2010 год). Площадь — 22 356,986	 км². Плотность населения — 	26,92	 чел./км².

## Демография
Согласно сведениям, собранным в ходе переписи 2010 г. Национальным институтом географии и статистики (IBGE), население микрорегиона составляет:						
| Полное население                             | Полное население                             | Полное население                             | Полное население                             | 601 867 |
| -------------------------------------------- | -------------------------------------------- | -------------------------------------------- | -------------------------------------------- | ------- |
| в том числе:                                 | Городское население                          | 478 452                                      | Процент городского населения, %              | 79,49   |
|                                              | Сельское население                           | 123 415                                      | Процент сельского населения, %               | 20,51   |
|                                              | Мужское население                            | 296 956                                      | Процент мужского населения, %                | 49,34   |
|                                              | Женское население                            | 304 911                                      | Процент женского населения, %                | 50,66   |
| Плотность населения, чел/км²                 | Плотность населения, чел/км²                 | Плотность населения, чел/км²                 | Плотность населения, чел/км²                 | 26,92   |
| Население микрорегиона в % к населению штата | Население микрорегиона в % к населению штата | Население микрорегиона в % к населению штата | Население микрорегиона в % к населению штата | 3,07    |

## Статистика
- Валовой внутренний продукт на 2003 год составляет 2 476 670 390,00 реалов (данные: Бразильский институт географии и статистики).
- Валовой внутренний продукт на душу населения на 2003 год составляет 4398,56 реалов (данные: Бразильский институт географии и статистики).
- Индекс развития человеческого потенциала на 2000 год составляет 0,730 (данные: Программа развития ООН).

## Состав микрорегиона
В составе микрорегиона включены следующие муниципалитеты:
1. Бразилиа-ди-Минас
2. Кампу-Азул
3. Капитан-Энеас
4. Клару-дус-Посойнс
5. Корасан-ди-Жезус
6. Франсиску-Са
7. Глаусиландия
8. Ибиракату
9. Жапонвар
10. Жураменту
11. Лонтра
12. Луисландия
13. Мирабела
14. Монтис-Кларус
15. Патис
16. Понту-Шики
17. Сан-Жуан-да-Лагоа
18. Сан-Жуан-да-Понти
19. Сан-Жуан-ду-Пакуи
20. Убаи
21. Варзеландия
22. Верделандия